# 格雷鎮區 (阿肯色州洛諾克縣)
格雷鎮區（英語：Gray Township）是位於美國阿肯色州洛諾克縣的一個行政鎮區。

## 地方資料
格雷鎮區的面積為57.10平方千米，當中陸地面積為55.39平方千米，而水域面積為1.71平方千米。根據2010年美國人口普查的數據，當地共有人口3375人，而人口密度為每平方千米59.11人。